# Distretto di Angónia
Il distretto di Angónia è un distretto del Mozambico, facente parte della Provincia di Tete.

## Suddivisioni amministrative
Il distretto è suddiviso in due sottodistretti amministrativi (posti amministrativi):
- Ulongué
- Dómuè